# Kaakkurisaari (ö i Rovaniemi)
Kaakkurisaari är en ö i Finland. Den ligger i vattendraget Ounasjoki och i kommunen Rovaniemi i den ekonomiska regionen  Rovaniemi ekonomiska region  och landskapet Lappland, i den norra delen av landet, 700 km norr om huvudstaden Helsingfors. Öns area är 0,2 hektar och dess största längd är 70 meter i öst-västlig riktning.